# 176년

## 연호
- 후한(後漢) 희평(熹平) 5년

## 기년
- 후한(後漢) 영제(靈帝) 9년
- 신라(新羅) 아달라 이사금(阿達羅泥師今) 23년
- 고구려(高句麗) 신대왕(新大王) 12년
- 백제(百濟) 초고왕(肖古王) 11년

## 탄생
- 서량의 금마초 마초(馬超)
- 법정
- 오나라 무장 주환